# Patrick O'Donovan
Patrick O'Donovan, né le 21 mars 1977 à Limerick, est un homme politique irlandais, membre du Fine Gael.
Il est Teachta Dála (TD) pour la circonscription du comté de Limerick depuis 2016 et de 2011 à 2016 pour la circonscription de Limerick.
Il est membre du conseil du comté de Limerick pour la zone électorale locale de Newcastle West de 2003 à 2011.
De 2024 à 2025, il est ministre de la Formation continue, de l'Enseignement supérieur, de la Recherche, de l'Innovation et de la Science, avant de devenir, en janvier 2025, ministre des Arts, des Médias, des Communications, de la Culture et des Sports.

## Carrière
Le 19 mai 2016, il est nommé dans le gouvernement formé après les élections de février 2016 dirigées par Enda Kenny au poste de ministre d'État au ministère des Transports, du Tourisme et du Sport chargé du Tourisme et du Sport. Le 20 juin 2017, il est nommé dans le gouvernement dirigé par Leo Varadkar au poste de ministre d'État au ministère des Dépenses publiques et de la Réforme et au ministère des Finances, chargé des marchés publics, du gouvernement ouvert et de l'administration électronique. Le 1er juillet 2020, il est nommé dans le gouvernement formé après les élections de février 2020 dirigé par Micheál Martin au poste de ministre d'État au Département des dépenses publiques et de la réforme, chargé du Bureau des travaux publics.
En décembre 2022, il est reconduit au même poste, ainsi que ministre d'État au ministère du Tourisme, de la Culture, des Arts, du Gaeltacht, du Sport et des Médias avec une responsabilité particulière pour le Gaeltacht à la suite de la nomination de Leo Varadkar au poste de Taoiseach.